# Pianeti di Guerre stellari
Questa è la lista dei pianeti di Guerre stellari, franchise di fantascienza creato da George Lucas come serie di film e ampliatosi a contenere serie televisive e film spin-off, romanzi, fumetti e videogiochi. Tutti gli elementi di questa lista fanno parte del canone ufficiale.
La serie è ambientata in una galassia immaginaria formata da circa 400 miliardi di stelle e oltre 3,2 milioni di sistemi abitati da forme di vita. All'interno di questi sistemi la civiltà galattica ha colonizzato pianeti, lune e altri oggetti celesti.

## A
- Abafar è un pianeta situato nell'Orlo Esterno. La sua superficie è una distesa desertica biancastra, chiamata Il Nulla. Esistono alcuni insediamenti popolati da soggetti di vari razze aliene dediti soprattutto ad attività criminali. Un'attività commerciale lecita è invece l'estrazione del rhydonium, un combustibile volatile. Il pianeta ospita anche specie animali autoctone. Compare in The Clone Wars[2].
- Agamar è un pianeta semi-ghiacciato situato nell'Orlo Esterno, sede di una battaglia durante le guerre dei cloni. È l'unico avamposto dei separatisti che non riceve l'ordine di smantellamento dei droidi dopo l'ordine 66. Appare in Rebels[3]. Prima di questa apparizione, Agamar era comparso anche nelle opere dell'Universo espanso The New Jedi Order e Star Wars: Eredità.
- Ahch-To è un pianeta remoto e in larga parte sconosciuto, situato nelle Regioni Ignote. È ricoperto da un vasto oceano incontaminato, punteggiato da piccole isole rocciose e verdeggianti. La fauna locale comprende i porg, piccoli volatili che nidificano sulle scogliere. Ahch-To è il mondo che ha visto i natali dell'ordine Jedi e la sede del suo primo tempio. Nella trilogia sequel vi si reca Luke Skywalker in esilio, dove viene poi raggiunto da Rey[4]. Le scene ambientate su Ahch-To sono state girate sull'isolotto irlandese di Skellig Michael[5].
- Ajan Kloss è un pianeta dell'Orlo Esterno ricoperto da grandi foreste e montagne. Viene selezionato come uno dei possibili mondi atti a ospitare l'Alleanza Ribelle durante la guerra civile galattica, e ne L'ascesa di Skywalker Leila Organa vi trasferisce poi la nuova base della Resistenza[6][7]. Compare anche nel videogioco Star Wars: Battlefront II.
- Alderaan è un pianeta dei Mondi del Nucleo. Viene mostrato brevemente in The Clone Wars e La vendetta dei Sith, dove appare un mondo caratterizzato da montagne, verdi boschi e pascoli e abbondanti specchi d'acqua. È il pianeta natale di Bail Organa, e quello dove viene cresciuta la Principessa Leila. In Una nuova speranza viene distrutto dall'Impero Galattico tramite la Morte Nera, come dimostrazione di forza e come punizione per i suoi legami con l'Alleanza Ribelle[8].
- Anaxes è un pianeta roccioso e ricoperto da una vegetazione rossastra situato nei Mondi del Nucleo. In The Clone Wars ospita un'importante base militare della Repubblica. Nei primi anni dell'Impero, il pianeta viene distrutto da un cataclisma e rimane solo una cintura di asteroidi, che compare in Rebels[9].
- Atollon è un pianeta desertico e brullo dell'Orlo Esterno. I ribelli della squadriglia Phoenix vi installano una base in Rebels, ma sono costretti ad affrontare l'aggressiva fauna autoctona, che comprende mostruosi ragni giganti chiamati krynka. Sul pianeta vive inoltre una creatura misteriosa e versata nell'uso della Forza chiamata Bendu[10]. La squadriglia Phoenix è poi costretta a evacuare Atollon quando la loro base viene distrutta dal Grand'ammiraglio Thrawn.

## B
- Balnab è un pianeta temperato e primitivo dell'Orlo Intermedio. L'unica popolazione è costituita dal variegato equipaggio alieno di un'astronave schiantatasi sul pianeta, che viene oppressa da alcuni droidi tramite la figura del dittatore Albee Dewaw. In The Clone Wars una serie di peripezie conduce C-3PO e R2-D2 su Balnab, dove smascherano la vera identità del tiranno[11].
- Bardotta è un pianeta freddo e montuoso situato nelle Colonie. Mondo d'origine della specie bardottiana, è governato dall'ordine dei Maestri Doganian, una setta contemplativa di mistici sensibili alla Forza ma diffidenti nei confronti dei Jedi, poiché vedono il reclutamento in tenera età di bambini da parte dell'ordine come un rapimento. In The Clone Wars quando alcuni membri di spicco della società bardottiana spariscono misteriosamente, Mace Windu e Jar Jar Binks vengono chiamati a investigare, riuscendo a fermare la colpevole, Talzin, e a liberare le persone rapite[12].
- Batuu è un pianeta ospitale, ricoperto da foreste, montagne e resti di alberi pietrificati, situato all'estrema periferia dell'Orlo Esterno. Un tempo un importante punto di passaggio e di sosta, perde importanza con la scoperta dell'iperguida, diventando un'oasi per contrabbandieri e per chi cerca tranquillità nella galassia[13]. Compare nelle serie Thrawn, Thrawn Ascendancy e Galaxy's Edge.
- Bespin è un pianeta gassoso, circondato da numerose lune e situato nell'Orlo Esterno in una zona della galassia lontana dalle comuni rotte commerciali. Sul pianeta sono installate numerose piattaforme di estrazione di gas, in particolare del gas tibanna. Ne L'Impero colpisce ancora Ian Solo e la Principessa Leila vi si recano per chiedere assistenza a Lando Calrissian, amministratore di Città delle nuvole, uno dei complessi minerari più importanti costituito da una città sospesa tra le nuvole del pianeta. Qui avviene il primo scontro tra Luke Skywalker e Dart Fener e l'ibernazione di Ian Solo nella carbonite[14].
- Bracca è un pianeta dell'Orlo Intermedio, inospitale e ricoperto di detriti e materiali di scarto, che gli abitanti raccolgono e rivendono per guadagnarsi da vivere. La corporazione Scrapper Guild gestisce la maggior parte di questo mercato. A causa della sua posizione strategica, Bracca è teatro di diverse battaglie durante le guerre dei cloni. Dopo la caduta della Repubblica, l'Impero diviene il principale cliente della Scrapper Guild, mentre il pianeta costituisce un rifugio per cloni e Jedi in fuga. Compare nel romanzo Resistance Reborn, nel videogioco Star Wars Jedi: Fallen Order e nella serie The Bad Batch[15].
- Brentaal IV è un pianeta dei Mondi del Nucleo famoso per i suoi mercati. Vi viene combattuta una battaglia tra la Repubblica e la Confederazione dei Sistemi Indipendenti nel romanzo Tarkin. Compare anche nel fumetto Star Wars e nelle opere dell'Universo espanso trilogia di Darth Bane, Star Wars: Jedi, X-wing e X-wing Rogue Squadron.

## C
- Cantonica è un pianeta arido dell'Orlo Esterno. Vi si trova la ricca città di Canto Bight, un resort, casinò e luogo di intrattenimento per facoltosi visitatori da tutta la galassia. Ne Gli ultimi Jedi Finn e Rose Tico vi si recano per reclutare l'hacker DJ[16][17]. Compare anche nel romanzo Last Shot, nell'antologia di racconti Canto Bight, nel fumetto Dottoressa Aphra e nel videogioco Star Wars Outlaws.
- Carida è un pianeta situato nella regione delle Colonie. Durante le guerre dei cloni ospita una conferenza strategica della Repubblica a bordo della stazione spaziale Valor in orbita attorno al pianeta. Negli anni dell'Impero Carida è la sede di uno dei centri di addestramento imperiali più importanti. Compare in The Clone Wars, Solo, nel libro Tarkin e nel fumetto Han Solo: Cadetto imperiale. Nella trilogia dell'Accademia Jedi dell'Universo espanso, il pianeta viene distrutto nell'11 ABY da Kyp Durron per mezzo della superarma Disintegratore Stellare.
- Castilon è un pianeta ricoperto da un vasto oceano situato nell'Orlo Esterno. Sulla sua superficie si ergono alcune strutture abitate, quali il Colosso, una piattaforma di servizio e punto di incontro per aspiranti piloti. In Resistance Castilon è la sede di scontri tra la Resistenza e il Primo Ordine[18][19].
- Cato Neimoidia è un pianeta delle Colonie. Costituisce uno dei mondi borsello neimoidiani, il più vicino al loro pianeta d'origine Neimoidia, ed è la sede della Federazione dei Mercanti. È un pianeta ricco e sfarzoso, con opulente città costruite su grandi ponti ancorati alle aspre montagne, edifici lussuosi e droidi a difesa delle sue immense ricchezze. Durante le guerre dei cloni la Federazione dei Mercanti supporta la causa separatista, e pertanto Cato Neimoidia entra a far parte della Confederazione dei Sistemi Indipendenti ed è il sito di alcune battaglie. In una di queste il Jedi Plo Koon rimane ucciso, a causa del tradimento di suoi clone trooper dopo l'esecuzione dell'ordine 66. Il pianeta compare ne La vendetta dei Sith, The Clone Wars e nel fumetto Poe Dameron[20][21].
- Chandrila è un pianeta dei Mondi del Nucleo e un centro politico, culturale e sociale di grande importanza nella galassia. Gode di un clima temperato e di un ambiente favorevole allo sviluppo, con abbondante acqua, pianure e colline. Chandrila è sempre stato un membro della Repubblica Galattica e, durante le guerre dei cloni, è rappresentato nel senato da Mon Mothma. Con l'avvento dell'Impero, Mothma fonda l'Alleanza Ribelle e Chandrila diventa uno dei mondi simpatizzanti con la causa ribelle. Dopo la battaglia di Endor il pianeta viene scelto come prima capitale della Nuova Repubblica. È qui che viene al mondo Ben Solo. Chandrila viene menzionato varie volte nella serie e nelle opere dell'Universo espanso, ma fa la sua prima apparizione canonica solo nella trilogia Aftermath e nei romanzi Leia: Principessa di Alderaan e Last Shot.
- Christophsis è un pianeta dell'Orlo Esterno caratterizzato da massicce formazioni cristalline e minerarie. In The Clone Wars vi si combattono due battaglie durante le guerre dei cloni: nella prima viene presentata ad Anakin Skywalker la sua nuova padawan Ahsoka Tano; nella seconda lo stesso Skywalker insieme ad Obi-Wan Kenobi è incaricato di liberare il senatore Bail Organa, bloccato sul pianeta dalle forze separatiste durante una missione diplomatica[22].
- Concord Dawn è un pianeta dell'Orlo Esterno sotto il controllo mandaloriano. È un mondo desertico e roccioso, devastato da millenni di guerre, che hanno ridotto una porzione del pianeta in un ammasso di rocce fluttuanti attorno alla sua atmosfera. È il mondo natale del cacciatore di taglie Jango Fett. In Rebels è sotto il controllo di Fenn Rau e del suo gruppo di guerrieri[23].
- Corellia è un pianeta dei Mondi del Nucleo e la capitale del Settore Corelliano. È uno dei mondi più antichi dell'espansione umana nella galassia e per questo si è sviluppato al crocevia di importanti rotte commerciali. Il pianeta è popolato principalmente da umani, chiamati "corelliani", e in misura minore da svariate specie aliene. Corellia è dominato da colline, pianure, foreste e città ed è famoso per i suoi centri manifatturieri e industriali dediti alla produzione di astronavi. È il mondo natale di diversi personaggi, tra cui Ian Solo e Wedge Antilles. Corellia è un'ambientazione che viene citata varie volte nella serie e che compare in diverse opere dell'Universo espanso; fa la sua prima apparizione canonica in Solo, nel fumetto Han Solo: Cadetto imperiale e nella trilogia Aftermath[24].
- Coruscant è un pianeta dei Mondi del Nucleo. L'intera superficie del pianeta è ricoperta da un'estesa ecumenopoli, con alti grattacieli, numerosi livelli interrati, luci, e strade e spazioporti perennemente trafficati. È considerato il mondo d'origine della civiltà umana, ma si è col tempo sviluppato in un centro cosmopolita e popolato da una gran varietà di specie. A causa della sua posizione e del suo ruolo nell'espansione della civiltà ha da sempre ricoperto il ruolo di capitale galattica e di centro culturale, economico, politico e tecnologico. In quanto sede della Repubblica Galattica, del successivo Impero Galattico, e del tempio Jedi, Coruscant è il teatro di numerosi eventi nella storia della galassia[25].
- Crait è un piccolo e remoto pianeta dell'Orlo Esterno, disabitato a eccezione di alcune specie animali come i vulptex. È formato da rocce minerarie rosse ricoperte da un sottile strato di sale. Ospita un piccolo avamposto ribelle, che ne Gli ultimi Jedi viene sfruttato dalla Resistenza come base per ripararsi dall'attacco del Primo Ordine[26]. Appare anche in Leia: Principessa di Alderaan e Star Wars: Battlefront II. Le scene ambientate su Crait sono state girate nella piana di sale boliviana di Salar de Uyuni[27].
- Csilla è un pianeta delle Regioni Ignote, capitale dell'Ascendenza Chiss e mondo d'origine della razza chiss. A causa del suo clima rigido, la popolazione si è adattata a vivere nel sottosuolo[28]. Compare nel romanzo Thrawn Ascendancy: Chaos Rising.

## D
- D'Qar è un pianeta roccioso e verdeggiante dell'Orlo Esterno. Ne Il risveglio della Forza il pianeta è il quartier generale della Resistenza, dal quale parte l'attacco alla Base Starkiller. Ne Gli ultimi Jedi la Resistenza è costretta a evacuare la base di D'Qar quando il Primo Ordine ne scopre la posizione e attacca in forze il pianeta[29]. Appare anche in Resistance, nel romanzo Lost Stars e nel fumetto Poe Dameron.
- Dagobah è un pianeta dell'Orlo Esterno. È un mondo remoto e disabitato, caratterizzato da estese giungle, boschi e paludi, e da numerosa flora e fauna. A causa della forte connessione di Dagobah con la Forza, Yoda vi si ritira in esilio dopo l'instaurazione dell'Impero Galattico e vi trascorre il resto della sua vita in meditazione e in attesa. Qui allena Luke Skywalker all'uso della Forza ne L'Impero colpisce ancora[30].
- Dantooine è un pianeta verdeggiante, per ampi tratti intatto e ricoperto di foreste, situato nell'Orlo Esterno. Viene menzionato per la prima volta in Una nuova speranza come il luogo che ha ospitato il primo quartier generale dell'Alleanza Ribelle[31]. Compare anche in Rebels, Resistance e nel romanzo Lost Stars. Nelle opere dell'Universo espanso Le cronache dei Jedi, Knights of the Old Republic, Star Wars: Knights of the Old Republic e Star Wars: Knights of the Old Republic II: The Sith Lords, Dantooine viene scelta come sede dell'accademia di Vodo-Siosk Baas, in cui vengono addestrate numerose generazioni di Jedi. L'importanza del luogo cresce negli anni seguenti, tanto che nel corso delle guerre mandaloriane e della guerra civile Jedi il pianeta diventa la sede del consiglio Jedi[32].
- Dathomir è un pianeta dell'Orlo Esterno. È illuminato dalla sua stella di una luce rossa ed è ricoperto da paludi, foreste di vegetazione secca e contorta, e cime aguzze. È il mondo natale dei dathomiriani, feroci combattenti proni all'uso del lato oscuro della Forza. Da qui provengono anche i rancor. Dathomir appare in The Clone Wars, L'apprendista del Lato Oscuro e Darth Maul - Figlio di Dathomir, dove viene raccontato che, a causa delle macchinazioni di Talzin e Asajj Ventress, il pianeta viene annesso dal Conte Dooku e dalla Confederazione dei Sistemi Indipendenti e la sua popolazione sterminata. Maul ed Ezra Bridger vi si recano in Rebels[33]. Il pianeta è anche un'ambientazione centrale del videogioco Star Wars Jedi: Fallen Order. Dathomir è stato introdotto per la prima volta nel romanzo Un amore per la Principessa e menzionato poi in svariate opere dell'Universo espanso; in quest'ambientazione viene descritto come un mondo ridente e prospero, dal clima temperato, e dalla gran varietà di paesaggi naturali. Viene inoltre identificato come il pianeta natale dei kwa, la prima specie intelligente a sviluppare un sistema di iperguida[28].
- Denon è un pianeta dell'Orlo Interno, un importante centro di affari galattico dominato da una vasta ecumenopoli. Compare nel romanzo L'erede dei Jedi.
- Devaron è un pianeta delle Colonie da cui provengono i devaroniani. È ricoperto da giungle e foreste e ha un clima temperato. In The Clone Wars ospita una base della Repubblica e un tempio Jedi, i quali vengono attaccati dai separatisti e da Savage Opress[34]. Il pianeta compare anche nei romanzi The Weapon of a Jedi: A Luke Skywalker Adventure e Aftermath: La fine dell'Impero.

## E
- Eadu è un pianeta aspro e montuoso, dall'atmosfera carica di nuvole, pioggia e tempeste situato nell'Orlo Esterno. Ospita un centro segreto di ricerca imperiale dedito allo studio dei cristalli kyber per lo sviluppo della Morte Nera. Qui Galen Erso crea il superlaser per la stazione orbitante e vi trova la morte in Rogue One[35]. L'aspetto di Eadu è basato su quello del pianeta immaginario LV-426 del franchise di Alien[36].
- Endor è una luna del pianeta omonimo, situata ai margini della galassia nell'Orlo Esterno. È ricoperta da fitte foreste di alberi molto alti, da cui prende anche il nome di Luna boscosa di Endor. Il satellite è abitato da diverse specie, tra cui gli ewok, i dulok e i gorax. Endor ha un ruolo centrale ne Il ritorno dello Jedi, in quanto vi si svolge la battaglia di Endor tra le forze dell'Impero Galattico e dell'Alleanza Ribelle, che si conclude con la distruzione della Morte Nera II e con la più importante vittoria ribelle nella guerra civile galattica[37]. Nell'Universo espanso Endor è l'ambientazione principale dei film L'avventura degli Ewoks e Il ritorno degli Ewoks e della serie animata Ewoks.
- Eriadu è un pianeta dell'Orlo Esterno. È il mondo natale del Grand Moff Tarkin e della sua famiglia. Appare nei romanzi Tarkin e Leia: Principessa di Alderaan.
- Exegol è un oscuro pianeta nascosto nelle Regioni Ignote e accessibile solo conoscendone le esatte coordinate a causa dell'anomala gravità che lo circonda. È un'antica roccaforte Sith; in seguito alla sconfitta dell'Impero Galattico, lo spirito di Palpatine e i seguaci della setta vi si ritirano e iniziano la costruzione di un'immensa flotta di incrociatori stellari[38]. Ne L'ascesa di Skywalker vi si svolge la battaglia finale tra la Resistenza e il Primo Ordine.

## F
- Felucia è un pianeta situato nell'Orlo Esterno e caratterizzato da un ambiente naturale rigoglioso e lussureggiante composto da giungle, paludi e boschi di funghi e piante variopinti. I suoi abitanti sono dediti all'agricoltura in piccoli villaggi e fattorie sparpagliati per il pianeta. A causa della sua posizione strategica e delle sue risorse, durante le guerre dei cloni Felucia diviene un frequente teatro di battaglia tra repubblicani e separatisti. La Jedi Aayla Secura vi trova la morte in seguito all'emanazione dell'ordine 66. Appare ne La vendetta dei Sith, The Clone Wars e nel romanzo Leia: Principessa di Alderaan[39].
- Florrum è un pianeta desertico dell'Orlo Esterno. In The Clone Wars è la sede della base pirata di Hondo Ohnaka.
- Fondor è un pianeta situato nella regione delle Colonie. Durante gli anni dell'Impero è un importante centro manifatturiero imperiale, che fornisce astronavi, servizi di riparazione e tecnologie dai cantieri navali e centri di ricerca orbitanti attorno al pianeta[40]. Al termine della guerra viene liberato dalla Nuova Repubblica, ma in seguito cade nelle mani del Primo Ordine. Appare nel videogioco Star Wars: Battlefront II e nel fumetto Allegiance.

## G
- Gamorr è un pianeta dell'Orlo Esterno. È considerato bello e gradevole per la gran varietà di ecosistemi che presenta, tuttavia il turismo è scoraggiato per via della pericolosità della sua popolazione autoctona: i gamorreani. Gamorr è stato introdotto nell'Universo espanso come il mondo natale della specie gamorreana, e in seguito è stato menzionato nel romanzo canonico L'erede dei Jedi.
- Garel è un pianeta roccioso sotto il controllo dell'Impero, situato nell'Orlo Esterno. In Rebels, quando il gruppo di ribelli capeggiato da Kanan Jarrus deve abbandonare Lothal, si stabilisce su questo pianeta[41]. Appare anche nella serie Forces of Destiny.
- Geonosis è un pianeta dell'Orlo Esterno situato a meno di un parsec da Tatooine. Desertico, inospitale e brullo, è caratterizzato da canyon e formazioni rocciose ed è circondato da un anello planetario. Il pianeta è abitato dai geonosiani, una specie dall'aspetto insettoide, inglobata in una rigida struttura sociale e caratterizzata da una spiccata abilità per la meccanica e la produzione industriale. Sotto la guida dell'arciduca Poggle il Minore Geonosis è tra i primi pianeti della galassia a unirsi al movimento separatista, rifornendolo di armate di droidi da battaglia sfornate dalle sue fabbriche. Ne L'attacco dei cloni il pianeta è teatro della battaglia di Geonosis, il primo conflitto delle guerre dei cloni. In The Clone Wars la Repubblica lancia un secondo attacco a Geonosis per bloccare il rifornimento di droidi ai separatisti. Al termine del conflitto Genosis viene assoggettato dall'Impero e i geonosiani utilizzati come manodopera per lo sviluppo e la costruzione della Morte Nera. In Rebels la stazione orbitante viene trasferita altrove e il pianeta è sterilizzato, uccidendo gran parte della popolazione, per prevenire fughe di notizie[42]. Geonosis compare anche nel romanzo Catalyst: A Rogue One Story e nel fumetto Darth Vader.

## H
- Hosnian Prime è un pianeta cosmopolita e urbanizzato del Sistema Hosnian nei Mondi del Nucleo. Circa trent'anni dopo la battaglia di Endor, viene scelto come sede del Senato galattico e capitale della Nuova Repubblica. Ne Il risveglio della Forza Hosnian Prime e tutti i pianeti del suo sistema vengono distrutti dal Primo Ordine tramite la superarma Base Starkiller, a causa della volontà dell'ordine di ripulire la galassia dal governo della Nuova Repubblica, considerato illegittimo. Nella distruzione del sistema perisce l'intera popolazione, incluso il cancelliere Lanever Villecham e la comandante della Resistenza Korr Sella[43]. Compare anche nella trilogia Aftermath e nel videogioco Star Wars: Squadrons.
- Hoth è un pianeta dell'Orlo Esterno. Il suo ambiente inospitale è formato da una landa ghiacciata e presenta temperature estremamente rigide. È disabitato, salvo per alcune specie animali quali i tauntaun e gli wampa. A causa della sua posizione remota, Hoth viene scelto dall'Alleanza Ribelle come nuova base dopo l'abbandono di Yavin IV, ma è costretta ad evacuarlo quando l'Impero ne scopre l'ubicazione e lancia un massiccio attacco al pianeta ne L'Impero colpisce ancora[44].

## I
- Iego è un pianeta dell'Orlo Esterno all'estremo della galassia conosciuta. È circondato da un migliaio di lune, una delle quali -Millius Prime ( Millius Primo nel doppiaggio italiano)- è abitata da creature alate, luminescenti e bellissime, chiamate angeli. In The Clone Wars la Confederazione dei Sistemi Indipendenti si impossessa del sistema e installa un dispositivo che impedisce alle astronavi di lasciarlo, il quale viene poi distrutto da Obi-Wan Kenobi e Anakin Skywalker[45].
- Ilum è un pianeta ghiacciato e roccioso situato nelle Regioni Ignote. La sua importanza è rappresentata dalle sue miniere di cristalli kyber. È un mondo sacro per i Jedi, che ospita uno dei più antichi templi dell'ordine e in cui per generazioni gli iniziati vengono sottoposti a un rituale per trovare il proprio personale cristallo kyber finalizzato alla fabbricazione della loro spada laser[46]. Appare in The Clone Wars, nel romanzo Ahsoka e nel videogioco Star Wars Jedi: Fallen Order. Negli anni dell'Impero, Ilum viene sfruttato per l'estrazione di cristalli kyber per la costruzione della Morte Nera e della Morte Nera II. In seguito, il Primo Ordine prende possesso del pianeta e lo trasforma nella Base Starkiller, una superarma in grado di assorbire l'energia di una stella e di convertirla in un laser in grado di distruggere un intero sistema planetario. Ne Il risveglio della Forza la Base Starkiller viene azionata per distruggere il Sistema Hosnian Prime, prima che la Resistenza riesca a distruggerla in un raid aereo. In seguito all'attacco il pianeta collassa e si trasforma in una stella, che viene chiamata "Solo" in onore di Ian Solo[47][48]. La Base Starkiller compare anche in Resistance e Forces of Destiny.
- Iridonia è un pianeta dell'Orlo Intermedio. È il mondo natale della specie zabrak. Viene menzionato in The Clone Wars.
- Ithor è un pianeta dell'Orlo Intermedio. È un mondo verdeggiante, ricco di vita e dalla natura incontaminata, ritenuta sacra dai suoi abitanti, gli ithoriani, che per questo vivono in città costruite su piattaforme fluttuanti nei cieli[28]. Il pianeta viene introdotto nell'Universo espanso e compare in Yoda: Dark Rendezvous, nella trilogia dell'Accademia Jedi e in The New Jedi Order.

## J
- Jakku è un pianeta desertico e di frontiera situato nell'Orlo Interno. Negli ultimi anni della guerra civile galattica viene scelto per ospitare un centro segreto di ricerca imperiale. Nei cieli del pianeta viene combattuta l'ultima battaglia tra l'Alleanza Ribelle e l'Impero Galattico, portando alla capitolazione di quest'ultimo. Da allora la superficie di Jakku è ricoperta di resti di astronavi abbattute, da cui gli abitanti del pianeta recuperano materiali utili che rivendono per la propria sussistenza[49]. È il pianeta natale di Rey. Appare nel Il risveglio della Forza, nei romanzi Lost Stars e Aftermath, e nei videogiochi Star Wars: Battlefront e Star Wars: Battlefront II.
- Jedha è una luna che ruota intorno al pianeta NaJedha nell'Orlo Intermedio[50]. È caratterizzata da un clima rigido, da formazioni rocciose e dalla presenza di giacimenti di cristalli kyber. Costituisce un luogo sacro, sede di culto e meta di pellegrinaggio per gli individui sensibili alla Forza e per chi è in cerca di una guida spirituale. In Rogue One la luna è occupata dall'Impero per controllarne i giacimenti di cristalli kyber, scatenando un'insurrezione armata guidata da Saw Gerrera e dal suo gruppo dei Partigiani[51]. A causa di questi tumulti, Jedha viene scelta dall'Impero come sito per il test della Morte Nera, che porta alla distruzione di Jedha City e di una grande porzione della luna. I suoi ruderi compaiono nel fumetto Star Wars.
- Jelucan è un pianeta dell'Orlo Esterno. La sua popolazione si divide in due gruppi: coloro che sono arrivati con il primo afflusso migratorio e che si sono insediati nelle valli in piccoli villaggi piuttosto arretrati tecnologicamente; e una seconda ondata di coloni che hanno sfruttato le loro avanzate conoscenze tecnologiche per sviluppare centri minerari e città. Il pianeta viene annesso dall'Impero. Compare nel romanzo Lost Stars.

## K
- Kalee è un pianeta dello Spazio Selvaggio, mondo natale della specie kaleesh e del Generale Grievous. Nell'Universo espanso Kalee si è sempre mantenuto indipendente, ma ha spesso cambiato alleanze tra la Repubblica, i Sith e la Confederazione dei Sistemi Indipendenti. Appare nel videogioco Star Wars: The Old Republic.
- Kamino è un misterioso pianeta situato all'esterno della galassia conosciuta. È un mondo interamente ricoperto da oceani e tormentato da continue piogge e tempeste; i suoi abitanti, l'autoctona specie dei kaminoani, risiedono in città costruite su piattaforme al di sopra delle acque, come la capitale Tipoca City. Grazie all'innovativa tecnologia kaminoana, il pianeta ospita un avanzato centro di clonazione. Ne L'attacco dei cloni Obi-Wan Kenobi scopre che Kamino è stato cancellato dagli archivi Jedi e che sul pianeta i kaminoani hanno iniziato la creazione di un esercito di cloni per la Repubblica su commissione del deceduto Jedi Sifo-Dyas. Questo esercito dimostra la sua utilità nel corso delle guerre dei cloni, motivo per il quale i centri di clonazione di Kamino diventano bersaglio dei separatisti nel corso del conflitto e devono essere protetti dai Jedi in The Clone Wars[52].
- Kashyyyk è un pianeta dell'Orlo Intermedio. È caratterizzato da un clima tropicale, lagune, spiagge e dense giungle e foreste, che ospitano una flora e una fauna variegata. È il mondo d'origine degli wookiee, i quali vivono in case e villaggi costruiti in cima agli imponenti alberi. Nelle guerre dei cloni, Kashyyyk si schiera dalla parte della Repubblica Galattica ed è teatro di una battaglia coi separatisti. Durante lo scontro l'ordine 66 è attivato e i clone trooper ricevono l'ordine di uccidere gli Jedi, ma Yoda riesce a difendersi e a fuggire grazie all'aiuto di Tarfful e Chewbecca[53]. Compare ne La vendetta dei Sith e nei videogiochi Star Wars: Battlefront II e Star Wars Jedi: Fallen Order. Kashyyyk è presente anche in numerose opere dell'Universo espanso, come The Star Wars Holiday Special, Clone Wars, Star Wars - Il potere della Forza, e nelle serie di romanzi trilogia di Thrawn, Giovani cavalieri Jedi e The New Jedi Order. In molte di queste il pianeta è il teatro di una tratta di schiavi wookiee operata dalla Czerka Corporation o dai loro nemici trandoshani. In Legacy of the Force il pianeta viene parzialmente distrutto da Darth Caedus per aver dato ospitalità a Jedi che si oppongono al suo regime.
- Kef Bir è una luna del Sistema di Endor, nell'Orlo Esterno. Il satellite è ricoperto per la maggior parte da un oceano e da piccole isole erbose. In seguito alla battaglia di Endor un grosso frammento della Morte Nera II cade su Kef Bir. Ne L'ascesa di Skywalker Rey vi si reca in cerca del dispositivo per raggiungere Exegol, ma Kylo Ren la affronta e distrugge lo strumento[54]. Sulla luna vive un gruppo di stormtrooper disertori guidati da Jannah[55].
- Kessel è un pianeta roccioso, famoso per le sue miniere di spezia e minerali, situato nell'Orlo Esterno. L'Impero Galattico e il Sindacato Pyke vi amministrano numerose attività estrattive, in cui vengono costretti a lavorare in condizioni disumane, lavoratori e detenuti[56]. Kessel viene nominato per la prima volta da C-3PO e Ian Solo in Una nuova speranza. In Rebels un gruppo di ribelli capeggiato da Kanan Jarrus vi libera degli wookiee che sono stati schiavizzati dall'Impero. In Solo, Ian, Chewbecca, Qi'ra e il droide L3-37 si recano sul pianeta per rubare del coassio e finiscono per liberare un gruppo di minatori. In quest'apparizione Kessel è circondato da un'impenetrabile nebulosa, con anomalie gravitazionali, mostri e detriti spaziali, ostacoli che rendono difficoltosa la navigazione tramite iperguida ma che vengono sfruttati dai contrabbandieri per le loro operazioni.
- Kijimi è un pianeta freddo e montuoso dell'Orlo Intermedio, mondo natale di Zorii Bliss e della sua banda di contrabbandieri[57]. Ne L'ascesa di Skywalker viene occupato dal Primo Ordine e poi distrutto in una dimostrazione di forza per ordine di Palpatine da uno dei suoi incrociatori stellari.
- Kuat è un pianeta dei Mondi del Nucleo. Ha un'importanza strategica fondamentale, per la Repubblica prima e per l'Impero poi, in quanto grande centro industriale e di produzione di astronavi e veicoli. Qui ha sede la Kuat Drive Yards, una delle più importanti società aerospaziali della galassia, che produce tra gli altri gli star destroyer imperiali. L'intero pianeta è circondato da un anello artificiale che ospita i cantieri navali e le strutture collegate[58]. Compare nei romanzi Battlefront: Twilight Company, Aftermath: Debito di vita e nel fumetto Darth Vader.

## L
- Lah'mu è un remoto pianeta del Settore Raioballo nell'Orlo Esterno. È un mondo fertile, piovoso, ricco di acqua e minerali; i suoi scarsi coloni vivono prevalentemente di agricoltura. Galen Erso e la sua famiglia vi si rifugiano nella speranza di non essere rintracciati dall'Impero[59]. Compare in Rogue One e nei romanzi Catalyst: A Rogue One Story e Rebel Rising.
- Lothal è un pianeta dell'Orlo Esterno. Ha un clima temperato e un paesaggio vario, con ambienti naturali, città e piccoli insediamenti. Viene occupato dall'Impero, che inizia uno scellerato sfruttamento delle risorse naturali del pianeta, una massiccia industrializzazione, con conseguente inquinamento, e una progressiva limitazione delle libertà personali. A causa delle prepotenze subite, in Rebels Lothal è il luogo della nascita di una cellula di ribellione guidata da Ezra Bridger, ed è in seguito teatro di svariati scontri tra l'Alleanza Ribelle e l'Impero[60].
- Lotho Minor è un pianeta dell'Orlo Esterno e una delle discariche della galassia. La sua superficie è ricoperta da montagne di rifiuti accumulatisi nel corso dei secoli, che hanno reso l'ambiente tossico e inospitale. Le uniche forme di vita sono le due specie autoctone degli anacondan e dei junker, questi ultimi degli esseri ibridati con varie parti meccaniche che si muovono tra i cumuli di rottami in cerca di materiali utili da salvare e riciclare. In The Clone Wars Savage Opress si reca su Lotho Minor per cercare suo fratello Darth Maul, il quale vi era stato gettato in seguito alla sua sconfitta per mano di Obi-Wan vivendo per anni in una caverna in preda alla pazzia[61].

## M
- Malachor è un pianeta arido, oscuro e abbandonato dell'Orlo Esterno. È sede di un antico tempio Sith, dove in tempi antichi si combatté una battaglia tra Jedi e Sith. In Rebels Kanan Jarrus, Ezra Bridger e Ahsoka Tano si recano sul pianeta per affrontare gli Inquisitori e Dart Fener[62]. Nell'Universo espanso il pianeta è conosciuto come Malachor V. Viene menzionato per la prima volta nel videogioco Star Wars: Knights of the Old Republic come il teatro della battaglia finale delle guerre mandaloriane tra la Repubblica e i mandaloriani, in cui, grazie alla superarma Generatore di Masse Oscure, la Repubblica riesce a prevalere ma al prezzo dell'uccisione di ogni forma di vita sul pianeta e riducendo Malachor a una radura sterile, desolata e flagellata da fulmini e tempeste. In Star Wars: Knights of the Old Republic II: The Sith Lords Malachor ospita l'Accademia Trayus, che diviene il quartier generale del triumvirato Sith di Darth Traya, Darth Nihilus e Darth Sion. Quando Bao-Dur riattiva il Generatore di Masse Oscure, il pianeta viene definitivamente distrutto, lasciando solo un nugolo di asteroidi.
- Malastare è un pianeta dell'Orlo Intermedio. È caratterizzato da un ambiente roccioso, ricco di foreste e di vaste riserve di combustibile. È il mondo d'origine delle specie gran e dug e uno dei membri della Repubblica Galattica. A causa dell'importanza strategica delle sue materie prime, Malastare viene invasa dalla Confederazione nel corso delle guerre dei cloni, ma i Jedi e i clone trooper sono in grado di respingere l'offensiva. La violenza degli scontri fa risvegliare lo zillo beast, uno degli ultimi esponenti di una specie di grossi draghi che viene poi domato e spedito su Coruscant. Malastare è menzionato per la prima volta ne La minaccia fantasma e appare in The Clone Wars[63].
- Mandalore è un pianeta dell'Orlo Esterno, luogo d'origine del popolo mandaloriano. Secoli di guerre e devastazioni hanno reso il pianeta una landa desertica e inospitale, costringendo i mandaloriani a rifugiarsi a vivere all'interno di città-cupole. Durante le guerre dei cloni un governo pacifista sale al potere, guidato dalla duchessa Satine Kryze, mentre coloro che si rifiutano di abbandonare le tradizioni guerriere sono esiliati sulla luna Concordia. In seguito, il governo di Kryze viene rovesciato dallo Shadow Collective di Darth Maul e Pre Vizsla, ma il pianeta perde la sua indipendenza con l'occupazione da parte dell'Impero Galattico. Sabine Wren e Bo-Katan Kryze riescono poi a liberare Mandalore e a riunire la popolazione sotto la leadership di quest'ultima. Compare in The Clone Wars e viene menzionato in Rebels e The Mandalorian[64]. Nell'Universo espanso, Mandalore compare per la prima volta nel fumetto Star Wars e viene approfondito nelle serie di romanzi Republic Commando e Legacy of the Force; in questa versione solo una parte del pianeta è diventata inospitale, mentre per il resto è ricoperto da foreste, praterie, fiumi e mari[28].
- Maridun è un pianeta situato nell'Orlo Esterno. È il mondo nativo degli amani e viene in seguito colonizzato dai lurmen. In The Clone Wars le forze repubblicane guidate da Anakin Skywalker, Aayla Secura e Ahsoka Tano vi fronteggiano le armate separatiste di Lok Durd stabilitesi sul pianeta[65].
- Maw è un grosso pozzo gravitazionale situato nei pressi di Kessel. È formato da un ammasso di buchi neri che risucchiano e distruggono qualsiasi cosa nelle vicinanze. Maw compare per la prima volta nell'Universo espanso; sfruttando la quasi inaccessibilità del luogo, il Grand Moff Tarkin vi fa costruire un laboratorio imperiale segreto, da cui hanno origine alcune delle principali superarmi imperiali, come la Morte Nera e il Disintegratore Stellare. Nella serie Fate of the Jedi Luke scopre che l'ammasso gravitazionale è stato creato come prigione per l'entità oscura Abeloth. Maw fa la sua prima apparizione canonica in Solo. Nel film, dopo il colpo a Kessel, Ian a bordo del Millennium Falcon si avvicina troppo al buco nero risvegliando un'enorme creatura nota come summa-verminoth, ma riesce a sfuggire all'attrazione gravitazionale di Maw effettuando un salto nell'iperspazio potenziato da una piccola quantità di coassio nel motore dell'astronave.
- Mimban, anche detto Circarpous V, è un pianeta del Sistema Circarpous nella Regione di Espansione. Ha un'atmosfera turbolenta, carica di fulmini e pioggia, che ne rende difficile l'avvicinamento. Di conseguenza l'ambiente è umido, dominato dalla giungla e da paludi. Possiede importanti giacimenti minerari. Mimban compare per la prima volta nell'Universo espanso come ambientazione principale del romanzo La gemma di Kaiburr. È il mondo natale di diverse specie civilizzate, come i coway e i mimbanite, che vengono oppressi dagli imperiali responsabili delle attività estrattive. Un popolo estinto, i thrella, hanno lasciato grandi templi nella giungla in omaggio ai loro dei[66]. Mimban fa la sua prima comparsa nel canone in Solo, come teatro di scontri tra l'Impero e il fronte di liberazione locale. Ian Solo viene spedito sul pianeta dopo essere stato buttato fuori dall'accademia imperiale e vi incontra Chewbecca[67].
- Mon Cala, chiamato anche Mon Calamari o dalle popolazioni autoctone Dac, è un pianeta dell'Orlo Esterno. È interamente ricoperto da oceani ricchi di forme di vita. Da qui provengono le specie intelligenti mon calamari e quarren. Entrambe sono completamente adattate alla vita acquatica e costruiscono le loro città prevalentemente sott'acqua, anche se ne esistono alcune erette su piattaforme galleggianti. A causa delle loro differenze, le due razze hanno sempre intrattenuto rapporti tesi ma di rispetto reciproci. Tuttavia in The Clone Wars, in seguito all'assassinio del re, i quarren vengono convinti dal Conte Dooku a unirsi alla causa separatista, fomentando una guerra civile su Mon Cala che viene sedata solo grazie all'intervento degli Jedi e dei clone trooper[68]. In seguito, come mostrato nei fumetti Darth Vader: Signore oscuro dei Sith e Star Wars, il pianeta viene soggiogato dall'Impero, ma appoggia segretamente l'Alleanza Ribelle rifornendola di navi spaziali e di supporto logistico, e giocando così un ruolo decisivo nella guerra civile galattica. Nel fumetto Allegiance, a causa del supporto offerto alla Resistenza in seguito alla battaglia di Crait, Mon Cala viene attaccato dal Primo Ordine. Nell'Universo espanso Mon Cala è tra i maggiori sostenitori della Nuova Repubblica e viene per questo preso di mira dall'Imperial Remnant in Jedi Prince, Dark Empire e nella trilogia dell'Accademia Jedi. In The New Jedi Order il pianeta diventa la capitale provvisoria della Repubblica prima e della Federazione Galattica delle Alleanze Libere poi fino al termine dell'invasione degli yuuzhan vong[69]. Nel fumetto Eredità Mon Cala finisce nella sfera di influenza dell'impero Sith di Darth Krayt, ma a causa dei suoi legami con l'Alleanza Galattica i Sith ordinano lo sterminio dei suoi abitanti, da cui si salva solo una frazione dell'intera popolazione.
- Moraband è un pianeta dell'Orlo Esterno e l'antico mondo di origine dei Sith. È un pianeta desertico, caratterizzato da montagne e distese di sabbia rossa. Sebbene abbandonato, ospita ancora le tombe monumentali di vari signori oscuri dei Sith, infuse del loro spirito e del lato oscuro della Forza. In The Clone Wars Yoda vi si reca in cerca di risposte ai segreti della Forza[70]. Nell'Universo espanso è chiamato Korriban ed è descritto come il mondo d'origine della specie sith, da cui poi si è sviluppato l'ordine di praticanti del lato oscuro omonimo. In diverse storie ambientate nel periodo della Vecchia Repubblica, come Le cronache dei Jedi, Star Wars: Knights of the Old Republic, Star Wars: Knights of the Old Republic II: The Sith Lords, Star Wars: The Old Republic e nella trilogia Darth Bane, funge da capitale, mondo mausoleo e sede dell'accademia dell'Impero Sith.
- Mortis è un mondo etereo e leggendario immerso nella Forza. Non ha una posizione precisa ed è possibile visitarlo solo se si è attirati dal reame stesso. Nello spazio appare a volte come un gigantesco monolito romboidale, che funge da portale per il mondo stesso. Su Mortis vivono i Signori Supremi, chiamati il Padre, il Figlio e la Figlia, tre potenti entità sensibili alla Forza in perenne lotta tra di loro per ottenere la supremazia o per mantenere l'equilibrio all'interno della Forza. Mortis compare in The Clone Wars, in cui Anakin Skywalker, Obi-Wan Kenobi e Ahsoka Tano vengono attirati sul reame e scatenano uno scontro che si conclude con la morte dei tre Signori Supremi[71].
- Mustafar è un pianeta vulcanico situato nell'Orlo Esterno. Benché ricoperto di magma e inospitale, presenta una specie autoctona, i mustafariani, sviluppatesi a sopportarne l'estremo calore, e viene sfruttato dalla Tecno Unione per le sue miniere di materiali preziosi. Ne La vendetta dei Sith, i capi separatisti si rifugiano su Mustafar al termine delle guerre dei cloni, ma vi trovano la morte per mano di Anakin Skywalker. Anakin vi viene poi sconfitto in duello e mutilato da Obi-Wan Kenobi. Con l'instaurazione dell'Impero, Mustafar diviene il luogo privilegiato per imprigionare e interrogare i Jedi catturati[72].
- Mygeeto è un pianeta dell'Orlo Esterno, caratterizzato da un clima freddo e da formazioni cristalline. Da qui provengono i lurmen. È un mondo controllato dal Clan Bancario Intergalattico e durante le guerre dei cloni viene attaccato dalla Repubblica. Vi trova la morte il Jedi Ki-Adi-Mundi nel corso della grande purga Jedi. Mygeeto compare ne La vendetta dei Sith e nel fumetto Kanan[73]. Nell'Universo espanso è il pianeta di origine di Darth Plagueis.

## N
- Naboo è un pianeta rigoglioso e temperato dell'Orlo Intermedio, caratterizzato da verdi pascoli e da abbondanti specchi d'acqua. Le due specie intelligenti che vi abitano sono gli umani, detti naboo, e i gungan, creature anfibie che abitano nelle profondità marine del pianeta. Tra le due razze non corrono buoni rapporti: i gungan sono considerati primitivi e i naboo amministrano il pianeta e lo rappresentano presso il senato galattico. Da Naboo provengono Padmé Amidala, Palpatine e Jar Jar Binks. Costituisce l'ambientazione principale de La minaccia fantasma[74].
- Nal Hutta è un pianeta dello Spazio Hutt nell'Orlo Esterno. Si tratta di un mondo caldo, umido, coperto di paludi e avvolto da fetide nebbie e piogge. Le poche città e spazioporti sono costruiti sui limitati tratti di terreno stabile o su piattaforme volanti. Nal Hutta è controllato dagli hutt ed è un pianeta centrale per le loro attività criminali, dove si trova anche il consiglio hutt. Compare in The Clone Wars[75]. Nell'Universo espanso viene approfondito il passato del pianeta. In origine era conosciuto come Evocar ed era un mondo florido, ricoperto da una giungla lussureggiante e popolato dai primitivi evocii. Gli hutt iniziarono a espandersi, barattando la loro tecnologia in cambio di vasti appezzamenti di terre. A seguito della distruzione di Varl, il loro mondo natio, gli hutt si trasferirono in massa su Evocar, prendendo possesso di ciò che avevano legalmente acquistato, ribattezzando il pianeta Nal Hutta ("Gioiello glorioso" in huttese), terraformandolo in una palude e schiavizzando gli evocii o costringendoli a emigrare[28].
- Nar Shaddaa è una luna che orbita attorno al pianeta Nal Hutta. L'ambiente è fortemente urbanizzato, in quanto la superficie del satellite è coperta interamente da un'estesa ecumenopoli. Nar Shaddaa ricade sotto la giurisdizione degli hutt ed è un paradiso per criminali, fuorilegge e cacciatori di taglie, che vi possono portare avanti indisturbati i loro traffici al riparo da autorità e giustizia; per questo è detta anche "Luna dei contrabbandieri"[76]. Compare nel fumetto Star Wars e nelle opere dell'Universo espanso Dark Empire, Star Wars: Knights of the Old Republic II: The Sith Lords, Star Wars: The Old Republic, Star Wars - Il potere della Forza e Star Wars Jedi Knight: Dark Forces II.

## O
- Obroa-skai è un pianeta dell'Orlo Interno, caratterizzato da deserti ghiacciati, alte montagne e oceani. Famoso per le sue biblioteche informatiche e centri medici, i suoi abitanti si sono sempre mantenuti neutrali in qualsiasi conflitto. Appare nelle opere dell'Universo espanso L'erede dell'Impero e The New Jedi Order, e nel romanzo canonico Tarkin.
- Onderon è un pianeta dell'Orlo Interno. Appare per la prima volta nell'Universo espanso nel fumetto Le cronache dei Jedi. È un mondo rigoglioso, ricoperto da una fitta giungla e popolato da una gran varietà di bestie migrate dalla vicina luna Dxun; per proteggersi dalle pericolose creature, la primitiva popolazione si arroccò in grandi città murate, come la capitale Iziz. In tempi antichi il re Freedon Nadd instaura una teocrazia del lato oscuro, esiliando i suoi oppositori nelle lande selvagge e dando il via a una guerra civile tra i suoi discendenti e i selvaggi, divenuti noti come cavalcabestie, che dura per oltre trecento anni. Quando Onderon viene scoperto dalla Repubblica, i Jedi, chiamati a mediare la questione, riescono a porre fine al conflitto con la sconfitta dei naddisti. In seguito, come riportato nel videogioco Star Wars: Knights of the Old Republic II: The Sith Lords, le guerre mandaloriane coinvolgono Onderon, che viene però liberato e inglobato nella sfera di influenza della Repubblica. Insoddisfatti dal governo della regina Talia, alcuni separatisti si riuniscono intorno al generale Vaklu, alleandosi con i Sith. Meetra Surik uccide però Vaklu e riporta la pace sul pianeta. Onderon è stato poi incluso anche nel canone. In The Clone Wars il pianeta sceglie di allearsi con la Confederazione dei Sistemi Indipendenti, destituendo il re Ramsis Dendup e sostituendolo con un fantoccio del Conte Dooku, Sanjay Rash. Un gruppo di ribelli, grazie all'aiuto dei Jedi Obi-Wan, Anakin e Ahsoka, riesce infine a reinstaurare il legittimo re e a cacciare i separatisti[77].
- Ord Mantell è un pianeta dell'Orlo Intermedio. Viene menzionato per la prima volta ne L'Impero colpisce ancora, come il luogo di uno scontro tra Ian Solo e un cacciatore di taglie, episodio poi mostrato nel 1981 nella striscia a fumetti Star Wars dell'Universo espanso[78]. In The Clone Wars e nel fumetto Darth Maul - Figlio di Dathomir Ord Mantell è la base principale dell'organizzazione criminale Sole Nero e vi si combatte una battaglia tra lo Shadow Collective e l'esercito separatista[79]. In The Bad Batch la Clone Force 99 vi si trasferisce per sfuggire all'Impero e qui incomincia a lavorare per la contrabbandiera Cid, ex-informatrice dei Jedi.

## P
- Pasaana è un pianeta della Regione di Espansione. È un mondo sabbioso e desertico, ma presenta una buona varietà di vita e di culture, come i nativi aki-aki. Ne L'ascesa di Skywalker è sotto il controllo del Primo Ordine. Rey, Finn, Poe Dameron e Chewbecca vi si recano in cerca del dispositivo per raggiungere Exegol e vi trovano inoltre Lando Calrissian[80].
- Polis Massa è un asteroide situato nell'Orlo Esterno. Un tempo era un pianeta, ma venne distrutto in un cataclisma che lo trasformò in un campo di asteroidi. È abitato da pacifici e silenziosi alieni, i polis massani, occupati principalmente in attività di ricerca archeologica e scientifica. Ne La vendetta dei Sith Polis Massa è il luogo in cui la morente Padmé Amidala da alla luce i gemelli Luke e Leila, e dove Yoda, Obi-Wan Kenobi e Bail Organa si incontrano l'ultima volta prendendo in affidamento i piccoli prima di andare in esilio[81]. L'aspetto dell'asteroide è stato modellato su quello della base lunare Clavius nel film 2001: Odissea nello spazio[82].

## Q
- Quarzite è un pianeta dell'Orlo Interno. La sua pressione atmosferica è talmente elevata da renderlo inospitale, salvo per le sue numerose cave cristalline che offrono un ambiente protetto e abitabile. Per ovviare a queste difficoltà ambientali esiste un tunnel che mette in collegamento le cave a una stazione spaziale in orbita. Quarzite è abitato dalle specie belugan e kage, che sono sempre in lotta tra loro. In The Clone Wars è governato dal tiranno belugan Otua Blank[83].

## R
- Rattatak è un pianeta roccioso dell'Orlo Esterno. Viene menzionato in The Clone Wars e L'apprendista del Lato Oscuro come il luogo in cui è cresciuta Asajj Ventress. Dopo la morte del suo maestro Ky Narec, Ventress uccide i signori locali e regna per qualche tempo sul pianeta, prima di essere reclutata dal Conte Dooku. Nell'Universo espanso Rattatak è il mondo natale della specie rattataki.
- Raxus, indicato a volte nelle guide come Raxus Secundus per distinguerlo da Raxus Prime[84][85], è un pianeta dell'Orlo Esterno. Gode di un clima temperato e di un ambiente variegato e ospitale. Durante le guerre dei cloni Raxus viene scelto dal Conte Dooku come capitale della Confederazione dei Sistemi Indipendenti e chiamato a ospitare il Senato separatista. Compare per la prima volta in The Clone Wars e viene poi ripreso nel romanzo L'apprendista del Lato Oscuro[86] e nell'episodio Terreno comune della serie The Bad Batch[87].
- Rishi è un sistema stellare dell'Orlo Esterno comprendente il pianeta e la luna omonimi. In The Clone Wars la luna ospita una stazione di intercettazione delle comunicazioni, allestita allo scopo di avvertire la Repubblica di possibili attacchi separatisti ai centri di clonazione di Kamino[88]. Nell'Universo espanso, Rishi compare numerose volte nel videogioco Star Wars: The Old Republic. Viene descritto come un pianeta tropicale e il mondo natale della specie umanoide alata dei rishii.
- Rodia è un pianeta caldo, umido e tropicale dell'Orlo Esterno. I suoi abitanti, i rodiani, abitano in città riparate da grandi bolle[89]. Da sempre un mondo alleato della Repubblica Galattica, in The Clone Wars il senatore rodiano Onaconda Farr pianifica di defezionare in favore dei separatisti, ma grazie all'intervento di Padmé Amidala Rodia rimane fedele alla Repubblica. Nel romanzo L'erede dei Jedi Luke Skywalker è inviato in missione sul pianeta per reclutare simpatizzanti alla causa ribelle.
- Rugosa è una luna situata nell'Orlo Esterno, non distante da Toydaria. Ha un clima temperato ed è ricoperta da foreste di coralli. In The Clone Wars vi si svolgono le trattative segrete tra il re toydariano Katuunko e Yoda per discutere dell'ingresso di Toydaria nella Repubblica. I separatisti scoprono la cosa e tentano di sabotare l'incontro, ma alla fine il re sceglie di unirsi alla causa repubblicana[90].
- Ruusan è un pianeta dell'Orlo Esterno. È circondato da tre lune, su una delle quali si trova un centro di spionaggio separatista durante le guerre dei cloni. Compare in The Clone Wars e nel fumetto Bonty Hunters. Nell'Universo espanso Ruusan è descritto come un pianeta temperato e accogliente, abitato da umani e da una strana specie senziente: i bouncer. È il teatro delle ultime battaglie delle Nuove Guerre Sith tra Jedi e Sith, nel corso delle quali viene profondamente devastato. Al termine del conflitto il pianeta dà il nome all'importante riforma di Ruusan, che con l'apparente distruzione dei Sith apre una lunga era di pace per la Repubblica Galattica. I Jedi vi erigono un mausoleo in onore dei loro compagni caduti, chiamato Valle dei Jedi, che attrae lo spirito dei defunti lì sepolti diventando un potente concentrato di Forza. Col tempo Ruusan e la Valle vengono dimenticati, fino a quando un millennio più tardi, in Star Wars Jedi Knight: Dark Forces II, il Jedi Oscuro Jerec apprende dell'esistenza della Valle dei Jedi e si reca su Ruusan per ottenerne il potere, ma viene fermato da Kyle Katarn. In seguito, in Star Wars Jedi Knight II: Jedi Outcast, Desann e Tavion sfruttano il potere del luogo per potenziare il proprio esercito di Jedi Oscuri.
- Ryloth è il pianeta natale della specie twi'lek. Situato nell'Orlo Esterno, ha un ambiente prevalentemente roccioso, con montagne, altipiani, valli, foreste e deserti. Dispone di importanti riserve di materiali preziosi. Allo scoppio delle guerre dei cloni, Ryloth viene invaso dalla Confederazione dei Sistemi Indipendenti appoggiata dal senatore corrotto Orn Free Taa. Cham Syndulla da quindi avvio a un movimento di resistenza, appoggiato dalla Repubblica e dai Jedi, che riesce a liberare il pianeta. Con l'avvento dell'Impero Galattico Ryloth ne diventa un protettorato. Cham e la figlia Hera Syndulla ripristinano allora il vecchio movimento di ribellione per combattere contro il nuovo oppressore. Pur ottenendo qualche successo, i partigiani non riescono nell'intento di liberare il pianeta fino alla caduta dell'Impero nel 5 ABY. In seguito Ryloth decide di non entrare a far parte della Nuova Repubblica e di rimanere indipendente. Compare in The Clone Wars, Rebels, I signori dei Sith, Bloodline e Resistance Reborn[91]. Ryloth è presente anche in numerose opere dell'Universo espanso. In questa versione è descritto come un pianeta dalle condizioni ambientali estreme, con occasionali tempeste di vento e picchi di insolazione che hanno costretto la popolazione a cercare rifugio nel sottosuolo[28].

## S
- Saleucami è un pianeta dell'Orlo Esterno. Ha un ambiente vario, che spazia da deserti a tratti di rada vegetazione. I suoi abitanti vi conducono una vita pacifica e di sussistenza, ma ne La vendetta dei Sith e The Clone Wars il mondo viene coinvolto, come tanti altri dell'Orlo Esterno, nelle guerre dei cloni tra la Repubblica e i separatisti. La Jedi Stass Allie vi trova la morte nel corso della grande purga Jedi[92]. Nell'Universo espanso Saleucami è il sito di un programma di clonazione segreto della Confederazione dei Sistemi Indipendenti e il teatro di una battaglia decisiva nel corso delle guerre dei cloni nel fumetto Republic[93].
- Scarif è un pianeta piccolo e remoto, situato nell'Orlo Esterno. Ha un clima tropicale ed è formato da piccole isole coperte di palme, spiagge sabbiose e oceani poco profondi. È un importante centro imperiale in cui si svolgono ricerche e costruzioni di progetti top secret, come la Morte Nera; per questo il pianeta è fortemente difeso ed è interamente circondato da uno scudo protettivo[94]. In Rogue One l'Alleanza Ribelle opera un'incursione su Scarif per appropriarsi dei piani della Morte Nera, operazione che va a buon fine poco prima che il Grand Moff Tarkin ordini di distruggere la torre di controllo imperiale tramite il laser della stazione spaziale, devastando il pianeta. Il regista di Rogue One Gareth Edwards ha affermato che per l'aspetto di Scarif ci si basò su quello delle isole del Pacifico, considerato che nei film di Guerre stellari di George Lucas si avvertiva l'ispirazione a vari teatri di battaglia della seconda guerra mondiale tranne che a quello del Pacifico[95].
- Scipio (pronunciato "Skipio" in italiano) è un pianeta montuoso, freddo e coperto di neve, situato nell'Orlo Esterno. È uno dei mondi principali del Clan Bancario Intergalattico, che vi mantiene i suoi depositi colmi di ricchezze. In The Clone Wars Scipio è teatro di uno scontro tra Repubblica e separatisti per il controllo del Clan Bancario Intergalattico in cui perde la vita il senatore Rush Clovis[96].
- Serenno è un pianeta florido e rigoglioso dell'Orlo Esterno. È il mondo natale del Conte Dooku, il quale dopo aver voltato le spalle all'ordine Jedi, vi ristabilisce la sua residenza e il suo centro operativo a capo della Confederazione dei Sistemi Indipendenti. Nonostante il suo aspetto tranquillo e bucolico, Serenno è pertanto fortemente difeso dai separatisti durante le guerre dei cloni[97]. Compare in The Clone Wars, L'apprendista del Lato Oscuro e nell'audiolibro Dooku: Jedi Lost.
- Shantipole è un pianeta roccioso e montuoso dell'Orlo Intermedio. A causa delle pericolose tempeste e miscele di gas che ne caratterizzano l'atmosfera, è un mondo evitato dalla maggior parte dei viaggiatori. In Rebels è abitato da Quarrie, un tecnico mon calamari che nell'isolamento di Shantipole ha progettato e costruito un prototipo di caccia stellare B-wing[98].
- Shili è un pianeta della Regione di Espansione da cui provengono i togruta. È un mondo lussureggiante, ricoperto di giungle e foreste. Viene menzionato in diverse opere canoniche e dell'Universo espanso e compare in The Clone Wars.
- Stygeon Prime è un pianeta montuoso e innevato dell'Orlo Esterno. Durante le guerre dei cloni viene occupato dalla Confederazione dei Sistemi Indipendenti, che vi allestisce la prigione di massima sicurezza nota come Guglia. In Darth Maul - Figlio di Dathomir Darth Sidious e Darth Tyranus vi rinchiudono per qualche tempo Darth Maul. Stygeon Prime entra poi a far parte dell'Impero e in Rebels il Grande Inquisitore usa la Guglia per attirare i ribelli di Kanan Jarrus e Ezra Bridger in una trappola[99].
- Sullust è il pianeta d'origine della specie sullustan, situato nell'Orlo Esterno. È un mondo vulcanico, caratterizzato da vaste distese inospitali di lava e ossidiana, e da un'atmosfera tossica; per questo gli abitanti si sono ritirati a vivere in città sotterranee dall'avanzata tecnologia. Durante le guerre dei cloni il pianeta è teatro di una battaglia tra Repubblica e separatisti[100]. In seguito Sullust viene occupato dall'Impero e diventa sede di un'importante società, la SoroSuub Corporation, specializzata nel settore energetico, estrattivo e tecnologico, e che impiega circa metà della popolazione del pianeta. Ciononostante, buona parte degli abitanti sono solidali alla causa ribelle. Sullust viene menzionato per la prima volta ne Il ritorno dello Jedi e compare in The Clone Wars, nei videogiochi Star Wars: Battlefront e Star Wars: Battlefront II, nel romanzo Battlefront: Twilight Company e nel fumetto Principessa Leia.

## T
- Takodana è un pianeta situato tra l'Orlo Intermedio e le Distese Occidentali. È un luogo rigoglioso, ricco di boschi e vasti specchi d'acqua. A causa della sua posizione strategica, neutralità, e della lontananza dal controllo centrale, il pianeta è diventato un covo di pirati e contrabbandieri, e serve da porto aperto per spie e loschi viaggiatori. Un punto di riferimento per questo genere di clientela è rappresentato dal castello della piratessa Maz Kanata[101]. Ne Il risveglio della Forza Ian Solo, Rey e Finn si recano su Takodana per incontrare proprio Maz Kanata, e la loro presenza scatena una battaglia tra il Primo Ordine e la Resistenza. Compare anche in Star Wars: Battlefront II, Aftermath: Debito di vita e Last Shot. Il nome del pianeta è stato scelto dal regista de Il risveglio della Forza J. J. Abrams in omaggio a Takadanobaba, un distretto nel quartiere di Shinjuku a Tokyo[102].
- Taris è un pianeta ecumenopoli dell'Orlo Esterno. Viene introdotto per la prima volta nell'Universo espanso: nel fumetto Knights of the Old Republic e nei videogiochi Star Wars: Knights of the Old Republic e Star Wars: The Old Republic. Un tempo un pianeta ricco e in espansione, con l'apertura di nuove rotte galattiche Taris perde progressivamente di importanza e si riduce nel periodo della Vecchia Repubblica a un mondo sovrappopolato, inquinato, degradato, in declino, e afflitto da criminalità e da forti disuguaglianze sociali. Allo scoppio delle guerre mandaloriane Taris è occupato dai Jedi e dalla Repubblica, ma a causa della minaccia nemica le forze repubblicane vengono fatte allontanare, e Taris cade in mano ai mandaloriani. Nella seguente guerra civile Jedi, il pianeta viene cinto dalle forze di Darth Malak e fatto bombardare per uccidere Bastila Shan e Revan, i quali tuttavia riescono a fuggire. Dopo essere stata quasi rasa al suolo, la città inizia una lenta ricostruzione e ripopolamento, anche se gran parte delle rovine permane. Taris è stato poi incluso nel canone, mantenendo gran parte delle caratteristiche presenti nell'Universo espanso. Nella serie Aftermath gli agenti repubblicani Norra Wexley, Sinjir Rath Velus, and Jas Emari vi attirano il cacciatore di taglie Mercurial Swift e lo interrogano per estorcergli informazioni sull'ammiraglio imperiale Rae Sloane.
- Tatooine è un pianeta desertico, orbitante attorno a una stella binaria dell'Orlo Esterno. È abitato stabilmente da coloni umani, dalle popolazioni indigene dei jawa e dei sabbipodi, e visitato da una moltitudine di razze aliene, pirati, contrabbandieri, malviventi e criminali, che possono agire indisturbati lontano dal governo centrale. Qui ha la base delle sue attività illecite Jabba the Hutt. Su Tatooine Anakin Skywalker ancora bambino viene scoperto da Qui-Gon Jinn. Successivamente vi cresce il giovane Luke Skywalker e qui incontra Obi-Wan Kenobi[103].
- Teth è un pianeta situato nello Spazio Selvaggio. È un mondo di altipiani e giungle, che ricade nel territorio controllato dagli hutt. In The Clone Wars Rotta the Hutt, il figlio di Jabba, viene rapito dai separatisti e tenuto in ostaggio in un monastero di Teth, dal quale viene poi liberato da Anakin e Ahsoka[104]. Il pianeta compare anche nel romanzo Master and Apprentice.
- Toydaria è un pianeta dell'Orlo Intermedio nello Spazio Hutt, e il mondo natale della specie toydariana. Ha un ambiente umido, paludoso e boscoso, con buona parte della sua superficie coperta da tappeti di alghe verdi. Durante le guerre dei cloni Toydaria gioca un ruolo chiave, in quanto il sovrano toydariano Katuunko decide inizialmente di mantenersi neutrale e, in seguito a una missione diplomatica, di allearsi con la Repubblica, offrendo un punto di appoggio sicuro per le operazioni nello spazio circostante. Appare in The Clone Wars[105].
- Trandosha è un pianeta dell'Orlo Intermedio. Fa parte dello stesso sistema stellare di Kashyyyk e possiede una luna, chiamata Wasskah. È un mondo temperato, ricoperto di foreste e di giungle, e il luogo d'origine dei trandoshani, una razza di rettili intelligenti, abili cacciatori, noti schiavisti e acerrimi rivali degli wookiee. Compare in The Clone Wars[106].

## U
- Umbara è un pianeta situato all'interno della Nebulosa Fantasma nella Regione di Espansione. I raggi del suo sole non lo raggiungono mai completamente, per questo il pianeta è perennemente avvolto nell'oscurità. La popolazione locale degli umbarani si è adattata a queste particolari e pericolose condizioni, sviluppando una tecnologia avanzata e unica nella galassia. Durante le guerre dei cloni Umbara abbandona la Repubblica per passare dalla parte dei separatisti e diventa un teatro di scontri tra le due fazioni[107]. Appare in The Clone Wars e Thrawn.
- Utapau è un pianeta dell'Orlo Esterno circondato da numerose lune. La sua superficie è una steppa brulla e ventosa, ma all'interno della crosta rocciosa del pianeta si estendono vasti pozzi contenenti acqua. In queste cavità gli abitanti di Utapau — i nativi pau'an e utai, e gli immigrati amani — hanno costruito le loro città e le miniere per sfruttare i ricchi giacimenti del pianeta. Ne La vendetta dei Sith, Utapau viene occupato dalle forze della Confederazione dei Sistemi Indipendenti guidate dal Generale Grievous. Grazie all'intervento di Obi-Wan e dei clone trooper l'esercito separatista viene annientato e Grievous ucciso. Qui Obi-Wan riesce inoltre a scampare alla grande purga Jedi. Compare anche in The Clone Wars[108].

## W
- Wobani è un pianeta desolato dell'Orlo Intermedio. È sede di un campo di lavoro imperiale per criminali. In Rogue One vi è reclusa Jyn Erso, ma viene fatta evadere da un commando dell'Alleanza Ribelle[109]. Il pianeta compare anche nei romanzi Rebel Rising e Leia: Principessa di Alderaan.

## Y
- Yavin è un pianeta dell'Orlo Esterno. È un gigante gassoso, di colore arancione-rosso, intorno al quale orbitano numerose lune, compresa Yavin IV[84]. A causa dell'importanza della vicina Yavin IV nell'universo narrativo di Guerre stellari, il pianeta compare in una moltitudine di opere canoniche e dell'Universo espanso.
- Yavin IV è la quarta luna del pianeta Yavin nell'Orlo Esterno. È ricoperta da fitte foreste da cui emergono dei templi, costruiti in ere antiche dalla popolazione locale, ormai estinta. Su Yavin IV l'Alleanza Ribelle istituisce il proprio quartier generale dopo aver abbandonato Dantooine nelle prime fasi della guerra civile galattica. In Una nuova speranza la base è scoperta dall'Impero Galattico che si muove per annientarla, ma i ribelli riescono a distruggere la Morte Nera e a sventare l'attacco, per poi abbandonare la base prima di subire ritorsioni[110]. A causa della sua importanza nell'universo narrativo di Guerre stellari, la luna compare anche in Rogue One, Rebels, Resistance e numerose altre opere del franchise. Le scene di Una nuova speranza ambientate su Yavin IV sono state girate a Tikal in Guatemala[111][112]. Nell'Universo espanso Yavin IV è teatro di importanti avvenimenti. Nel fumetto Le cronache dei Jedi il satellite è colonizzato nel 5.000 BBY da Naga Sadow e dal suo esercito di massassi, i quali iniziano la costruzione dei templi in onore del signore oscuro dei Sith. Secoli dopo Exar Kun lo sceglie come base operativa per lanciare la grande guerra Sith, ma, ormai prossimo alla sconfitta, decide di operare un rituale che uccide tutti i suoi sudditi massassi per legare per sempre il suo spirito ai templi di Yavin. In Clone Wars Yavin IV è teatro dello scontro tra Anakin Skywalker e Asajj Ventress, in cui il Jedi ha la meglio. Lo spirito di Exar Kun viene poi allontanato da Luke Skywalker e dai suoi allievi nella trilogia dell'Accademia Jedi, quando nell'11 ABY la luna viene scelta per ospitare il nuovo praxeum Jedi, dove si addestra un'intera nuova generazione di Jedi. In The New Jedi Order anche Yavin IV viene conquistato dall'invasione degli yuuzhan vong ma gran parte degli allievi dell'accademia Jedi sono messi in salvo e trasferiti su Ossus[113].

## Z
- Zeffo è un pianeta temperato, roccioso e ricco d'acqua dell'Orlo Esterno. In tempi antichi è stato il mondo natale di una razza aliena connessa alla Forza, poi estintasi; per questo nel periodo della Repubblica Zeffo diviene il sito di una comunità di archeologi in cerca di oggetti e informazioni su quest'antica civiltà. La pace del luogo viene sconvolta con l'arrivo dell'Impero, che inizia a saccheggiare le rovine del pianeta in cerca di artefatti dai potenziali usi militari. Compare nel videogioco Star Wars Jedi: Fallen Order[114].
- Zygerria è un pianeta dell'Orlo Esterno, mondo natale della specie zygerriana. È un pianeta florido, temperato e ridente. Per secoli Zygerria basa la sua fortuna sulla schiavitù e sul commercio degli schiavi, al centro di un impero schiavista che viene rovesciato dai Jedi. Durante le guerre dei cloni Zygerria sogna di tornare ai fasti del suo vecchio impero alleandosi con la Confederazione dei Sistemi Indipendenti. Compare in The Clone Wars[115].